# Wilhelm Anton von der Asseburg
Wilhelm Anton von der Asseburg (Castello di Hinnenburg, 16 febbraio 1707 – Paderborn, 26 dicembre 1782) è stato un vescovo cattolico tedesco, dal 1763 al 1782 vescovo di Paderborn.

## Biografia
Wilhelm Anton von der Asseburg nacque il 16 febbraio 1707 al Castello di Hinnenburg presso Brakel, nel distretto di Oberwalden, all'interno della diocesi di Paderborn, di cui in seguito diverrà vescovo.
Nel 1737 divenne canonico a Münster e nel 1744 a Paderborn. Divenne anche arciprete di Osnabrück e dal 1740 officiante nella medesima cattedrale. Nel 1754 divenne Prefetto della regione di Osnabrück.
Il 25 gennaio 1763 entrò a Paderborn come vescovo della diocesi a due anni dalla morte del predecessore, il vescovo Clemente Augusto di Baviera, avvenuta il 6 febbraio 1761. Questo periodo aveva infatti visto coalizzarsi Gran Bretagna e Prussia contro la Francia di Luigi XV che proponeva l'acquisizione del Vescovato da parte della diocesi di Le Mans. Il Vescovato di Paderborn venne infine mantenuto indipendente all'interno del Sacro Romano Impero, considerata anche la propria antichità (816) che superava di gran lunga quella della diocesi francese.
Wilhelm Anton fece il suo ingresso ufficiale nel Duomo di Paderborn il 26 giugno 1763, coadiuvato dal vescovo ausiliare Joseph Franz von Gondola.
Durante il proprio episcopato Wilhelm Anton cercò di incrementare le produzioni delle industrie di piombo, rame e ferro, stoffa, sale e carta.
Dal 1769 si preoccupò anche della riorganizzazione del locale esercito del vescovato, organizzando anche un servizio di gestione della sicurezza pubblica e della difesa radicata del territorio.
Nel 1773, alla soppressione della compagnia di Gesù, riorganizzò l'Università di Paderborn, aggiungendovi un Ginnasio in cui veniva insegnata anche la lingua francese. Nel 1777 fondò anche il locale seminario.
Wilhelm Anton morì il 26 dicembre 1782 a Paderborn e venne sepolto nella cattedrale della città. Alla sua morte gli succedette Federico Guglielmo di Vestfalia, ma venne ricordato per molto tempo come "buon vescovo e buon governante".

## Genealogia episcopale e successione apostolica
La genealogia episcopale è:
- Cardinale Scipione Rebiba
- Cardinale Giulio Antonio Santori
- Cardinale Girolamo Bernerio, O.P.
- Arcivescovo Galeazzo Sanvitale
- Cardinale Ludovico Ludovisi
- Cardinale Luigi Caetani
- Cardinale Ulderico Carpegna
- Cardinale Paluzzo Paluzzi Altieri degli Albertoni
- Papa Benedetto XIII
- Arcivescovo Clemente Augusto di Baviera
- Vescovo Franz Josef von Gondola, O.S.B.
- Vescovo Wilhelm Anton von der Asseburg

La successione apostolica è:
- Vescovo Federico Guglielmo di Vestfalia (1763)